# Purga dei traditori della patria in Norvegia

Francobollo di propaganda norvegese, stampato in Gran Bretagna nel 1941. L'illustrazione presenta la testa di Vidkun Quisling attorniata da un cappio

Con il termine Det norske landssvikoppgjøret (in italiano: purga contro i traditori della patria) viene indicata quella serie di provvedimenti che, a seguito della seconda guerra mondiale, vennero intrapresi in Norvegia nei confronti di migliaia di cittadini norvegesi e stranieri accusati di aver appoggiato il nazismo nel paese. Tali manovre andarono a colpire sia i nazisti dichiarati, iscritti al Nasjonal Samling (il partito filonazista norvegese), sia semplici cittadini in qualche modo implicati nell'aiuto ai tedeschi occupanti. Si calcola che delle quasi 95 000 persone arrestate, circa la metà vennero condannate, 17 000 rimasero in carcere e 37 persone vennero giustiziate.
L'effettiva utilità, la legalità e la crudeltà di tali manovre sono state per molti anni e rimangono tutt'oggi fonte di accesi dibattiti all'interno dell'opinione pubblica norvegese.

## Lista delle persone giustiziate

### Giustiziati per tradimento
- Olav Aspheim, giustiziato il 19 marzo 1948, Fortezza di Akershus, Oslo
- Per Fredrik Bergeen, membro della Rinnan gang, giustiziato il 12 luglio 1947, Fortezza di Kristiansten, Trondheim
- Hermann Eduard Franz Dragass, giustiziato il 10 luglio 1948, Kristiansten
- Einar Dønnum, giustiziato il 22 aprile 1947, Akershus
- Hans Birger Egeberg, Rinnan gang, giustiziato il 4 ottobre 1945, Kristiansten
- Harald Grøtte, Rinnan gang, giustiziato il 12 luglio 1947, Kristiansten
- Alfred Josef Gärtner, giustiziato l'8 agosto 1946, Sverresborg fortress, Bergen
- Albert Viljam Hagelin, giustiziato il 25 maggio 1946, Akershus
- Olaus Salberg Peter Hamrun, Rinnan gang, 12 luglio 1947, Kristiansten
- Harry Arnfinn Hofstad, Rinnan gang, giustiziato il 12 luglio 1947, Kristiansten
- Reidar Haaland, giustiziato il 17 agosto 1945, Akershus
- Bjarne Konrad Jenshus, Rinnan gang, giustiziato il 12 luglio 1947, Kristiansten
- Johny Alf Larsen, giustiziato il 29 maggio 1947, Fortezza di Bremnes, Bodø
- Aksel Julius Mære, Rinnan gang, giustiziato il 12 luglio 1947, Kristiansten festning
- Hans Jakob Skaar Pedersen, giustiziato il 30 marzo 1946, Sverresborg
- Eilif Rye Pisani, giustiziato il 2 aprile 1947, Forte di Kvarven, Bergen
- Vidkun Quisling, giustiziato il 24 ottobre 1945, Akershus
- Kristian Johan Randal, Rinnan gang, giustiziato il 12 luglio 1947, Kristiansten
- Henry Rinnan, leader of the Rinnan gang, giustiziato il 1º febbraio 1947, Kristiansten
- Max Emil Gustav Rook, giustiziato il 5 giugno 1947, Sverresborg
- Harry Aleksander Rønning, Rinnan gang, giustiziato il 12 luglio 1947, Kristiansten
- Arne Braa Saatvedt, giustiziato il 20 ottobre 1945, Akershus
- Ragnar Skancke, giustiziato il 28 agosto 1948, Akershus, l'ultima persona giustiziata in Norvegia.
- Holger Tou, giustiziato il 30 gennaio 1947, Sverresborg
- Ole Wehus, giustiziato il 20 ottobre 1945, Akershus

### Giustiziati per crimini di guerra
- Richard Wilhelm Hermann Bruns, giustiziato il 20 settembre 1947, Akershus
- Siegfried Wolfgang Fehmer, giustiziato il 16 marzo 1948, Akershus
- Gerhard Friedrich Ernst Flesch, giustiziato il 28 febbraio 1948, Kristiansten
- Nils Peter Bernhard Hjelmberg, giustiziato l'8 agosto 1946, Sverresborg
- Willi August Kesting, giustiziato l'8 agosto 1946, Sverresborg
- Karl-Hans Hermann Klinge, giustiziato il 28 marzo 1946, Akershus.[2]
- Emil Hugo Friedrich Koeber, giustiziato il 22 marzo 1947, Kristiansten
- Julius Hans Christian Nielson, giustiziato il 10 luglio 1948, Kristiansten
- Ludwig Runzheimer, giustiziato il 6 luglio 1946, Sverresborg
- Rudolf Theodor Adolf Schubert, giustiziato il 20 settembre 1947, Akershus
- August Stuckmann, giustiziato il 28 marzo 1947, Akershus
- Otto Wilhelm Albert Suhr, giustiziato il 10 gennaio 1948, Akershus